# 琮樹院
琮樹院（そうじゅいん、1819年1月16日（文政元年12月21日） - 1833年1月27日（天保3年12月7日））は、江戸時代後期の女性。尾張藩第11代藩主・徳川斉温の正室。父は徳川斉匡。実名は愛姫。

## 生涯
田安徳川家の第3代当主である徳川斉匡の十四女として生まれる。母は側室の八木氏。1828年（文政11年）11月11日、尾張藩第11代藩主・徳川斉温の正室となる。斉温との間には子はできなかった。
1832年（天保3年）、死去。斉温はその後、近衛基前の養女である俊恭院と再婚した。